# Herbert Franke (Sinologe)
Herbert Franke (* 27. September 1914 in Köln; † 10. Juni 2011) war ein deutscher Sinologe, Mongolist und Ostasien-Historiker. Er lehrte von 1952 bis 1979 als Professor für Ostasiatische Kultur- und Sprachwissenschaft an der Ludwig-Maximilians-Universität München. Schwerpunkte seiner Forschung waren Kultur und Geschichte der Song- und der Yuan-Dynastie. Franke war von 1965 bis 1971 Erster Vorsitzender der Deutschen Morgenländischen Gesellschaft, von 1974 bis 1980 Vizepräsident der Deutschen Forschungsgemeinschaft und von 1980 bis 1985 Präsident der Bayerischen Akademie der Wissenschaften.

## Leben
Franke studierte zunächst im Hauptfach Rechtswissenschaft, daneben Geschichte und Philosophie an den Universitäten Köln, Bonn und Berlin. Parallel dazu absolvierte er bereits das Chinesisch-Diplom am Seminar für Orientalische Sprachen und besuchte Vorlesungen bei den Sinologen Erich Haenisch und Erich Hauer. Er legte 1937 das erste juristische Staatsexamen ab und wurde im selben Jahr in Köln mit einer Arbeit Zur Reform des Firmenrechts und der Handelsregistereintragung zum Dr. jur. promoviert. Danach leistete er bis 1939 den vorgeschriebenen Wehrdienst und musste anschließend im Zweiten Weltkrieg bis 1945 weiter als Soldat dienen. Erst nach dem Krieg konnte er seine zweite Dissertation – Geld und Wirtschaft in China unter der Mongolen-Herrschaft (Beiträge zur Wirtschaftsgeschichte der Yüan-Zeit) – abschließen, mit der er 1947 wiederum in Köln zum Dr. phil promoviert wurde. 
Mit Beiträgen zur Kulturgeschichte Chinas unter der Mongolenherrschaft habilitierte sich Franke 1949 an der Universität Köln, wo er anschließend als Privatdozent für Sinologie lehrte. In den Jahren 1951 und 1952 war er Fellow des British Council an der Universität Cambridge. Er folgte 1952 einem Ruf als ordentlicher Professor für ostasiatische Kultur- und Sprachwissenschaft an die Ludwig-Maximilians-Universität München, wo er die Nachfolge Erich Haenischs antrat. Seine Lehrtätigkeit unterbrach er 1953/1954, um – wie bereits vor seiner Berufung als Professor zugesagt – als erster Konsul für Politik und Kultur sowie Stellvertreter des Generalkonsuls an das neuerrichtete Generalkonsulat der Bundesrepublik Deutschland in Hongkong zu gehen. Danach kehrte er nach München zurück, wo er bis zu seiner Emeritierung 1979 lehrte. 
Ordentliches Mitglied der Bayerischen Akademie der Wissenschaften war Franke seit 1958. Mit seinem Hauptarbeitsgebiet „Geschichte Chinas und seiner Randvölker in Zentralasien“ war er 1964/1965 und 1969/1970 Gastprofessor an der University of Washington in Seattle. Von 1965 bis 1971 war er erster Vorsitzender der Deutschen Morgenländischen Gesellschaft und 1969 bis 1972 Vizepräsident der Deutschen Gesellschaft für Ostasienkunde. In den Jahren 1974 bis 1980 war Franke Vizepräsident der Deutschen Forschungsgemeinschaft (DFG) und von 1980 bis 1985 Präsident der Bayerischen Akademie der Wissenschaften. Ab 1993 war er auswärtiges Mitglied der Académie des Inscriptions et Belles-Lettres und ab 1994 korrespondierendes Mitglied der British Academy.
Franke erhielt mehrere Auszeichnungen, so das Bundesverdienstkreuz 1. Klasse, den Bayerischen Verdienstorden, den Bayerischen Maximiliansorden für Wissenschaft und Kunst sowie die Bayerische Verfassungsmedaille. Den „Prix Stanislas Julien der Académie des incriptions et belles-lettres“ erhielt er 1953 für seine Bestandsaufnahme der Sinologie nach dem Zweiten Weltkrieg.

## Werke (Auswahl)
- Geld und Wirtschaft in China unter der Mongolen-Herrschaft. Beiträge zur Wirtschaftsgeschichte der Yüan-Zeit. Otto Harrassowitz, Leipzig 1949
- Der kluge Richter. Eine vorderasiatische Anekdote in chinesischem Gewand. In: Asiatische Studien: Zeitschrift der Schweizerischen Asiengesellschaft, Band 4, 1950, S. 55–59, doi:10.5169/seals-145379.
- mit Wolfgang Bauer: Die goldene Truhe. Chinesische Novellen aus zwei Jahrtausenden. 1959
- mit Rolf Trauzettel: Das chinesische Kaiserreich. In: Fischer Weltgeschichte, Band 19, 1968
- Studien und Texte zur Kriegsgeschichte der südlichen Sungzeit. Harrassowitz, Wiesbaden 1987
- Chinesischer und tibetischer Buddhismus im China der Yüanzeit. Drei Studien. Kommission für Zentralasiatische Studien, Bayerische Akademie der Wissenschaften, München 1996
- Zur traditionellen Kamelheilkunde in China. In: Sudhoffs Archiv, Band 81, Heft 1, 1997, S. 84–98
- Krieg und Krieger im chinesischen Mittelalter (12. bis 14. Jahrhundert). 2003
- als Herausgeber: Wörterbuch der tibetischen Schriftsprache, Lieferung 1, Beck, München 2005, ISBN 3-7696-0934-4.

Unter dem Pseudonym Herbert Spielmann:
- Vom Klavier: Ein kleines Brevier für Klavierspieler, Selbstverlag, München 1981